# スクール・ガール
『スクール・ガール』は、1985年4月25日にリリースされたC-C-Bの4枚目のシングルである。

## 解説
- 『Romanticが止まらない』ヒット後に発売されたシングル。メインボーカルは前作に引き続き笠浩二が担当。
- 前曲と同じイメージの曲をスタッフサイドから強く推されたが、メンバーの意向で本楽曲がシングルに決まったという[要出典]。
- 前作『Romanticが止まらない』がTBS系ドラマのテーマ曲に起用されていた経緯等から出演が見送られていたフジテレビ系『夜のヒットスタジオ』（当時は『夜のヒットスタジオDELUXE』の番組名で放送）に本楽曲で初出演を果たす[要出典]（同作発売前日の1985年4月24日放送で初出演）。

- 3rdアルバム『すてきなビート』には、歌詞・ボーカルを変更した『スクール・ボーイ』という曲が収録されている。ボーカルは関口誠人（Aメロ・Bメロ）、渡辺英樹（サビ）が担当。
  - 1985年7月1日放送、月曜ドラマランド「かぐや姫とんで初体験!?」（主演：岡田有希子、フジテレビ）の劇伴音楽を担当した城之内ミサ[1]の名前と共にアルバム『すてきなビート』のタイトルがエンディングロールにクレジットされている。しかし、実際にドラマ本編で使用されている楽曲（BGMのみ、及び、歌唱付きの楽曲）は、アルバム収録の「スクール・ボーイ」ではなくシングル曲「スクール・ガール」である[2]。

## 収録曲
| 全作詞: 松本隆、全作曲: 筒美京平、全編曲: 船山基紀、C-C-B。 |                              |        |            |      |
| #                                                           | タイトル                     | 作詞   | 作曲・編曲 | 時間 |
| 1.                                                          | 「スクール・ガール」         | 松本隆 | 筒美京平   | 4:05 |
| 2.                                                          | 「もっとハートフルに愛して」 | 松本隆 | 筒美京平   | 3:26 |

## カバー
「スクール・ガール」
- アンディ・ラウ - アルバム『只知道此刻愛你』（2005年12月）2曲目「飛鳥」のタイトルで収録（作詞：リン・ミンコン（中国語: 林敏驄））